# Алис (Тексас)
 Тази статия е за града в Тексас.  За други обекти с това име вижте Алис.  
Алис (на английски: Alice) е град в южната част на Съединените американски щати, административен център на окръг Джим Уелс в щата Тексас. Населението му е около 19 100 души (2010).
Разположен е на 61 метра надморска височина в Крайбрежната низина на Мексиканския залив, на 75 километра западно от Корпъс Кристи и на 80 километра северозападно от бреговете на Мексиканския залив. Селището възниква през 1883 година като спирка на строящата се железопътна линия от Сан Антонио към залива Аранса и е наречено на съпругата на местен земевладелец. Днес основа на икономиката му е нефтодобивът.

## Известни личности
Родени в Алис
- Джеймс Алисън (р. 1948), имунолог